# Знак розрізнення
Зна́ки розрі́знення, Знаки відмі́нності, Відзна́ки  — знаки на форменому одязі військовослужбовців, що показують їхні персональні військові звання, вид збройних сил, рід військ або служби, термін проходження дійсної служби в лавах Збройних сил тощо. До знаків розрізнення військових належать погони, петлиці, кокарди, емблеми, зірочки й нашивки, лампаси і канти, нагрудні й нарукавні знаки.

## Основні функції військових відзнак
- означення приналежності армії певній державі (державні знаки на армійських емблемах, зокрема, на кокардах, ґудзиках тощо). У Збройних Силах України для цього використовується символ малого герба держави (тризуб) на армійських емблемах;

- візуальне вирізнення армії з-поміж інших соціальних груп у державі (уніформа). Елементи уніформи як важливі соціальні символи, були вже у Стародавньому Єгипті у 2-й половині 1 тисячоліття до н. е. Проте уніформа як елемент державної символіки вперше з'явилась у Західному Середземномор'ї (Стародавній Рим). Найбільшого розвитку уніформа набула в Європі в 18 — на поч. 19 ст., коли відмінності у формі одягу стали ознаками окремих полків. Зараз спостерігається тенденція до універсалізації уніформи, особливо польової. У сучасній українській армії сформувалася структура парадних уніформ окремих родів військ;

- візуальна відзнака внутрішньоармійської професійної спеціалізації (елементи уніформи — колір, емблеми, нашивки). Ці відзнаки з'явилися на поч. 20 ст. у зв'язку з універсалізацією уніформи. У ЗС України використовується система емблем, що була прийнята в армії СРСР;

- візуальна відзнака армійської ієрархії (погони, елементи уніформи). Система знаків ієрархічних армійських відмінностей у Європі, ймовірно, зафіксована у Стародавньому Римі часів кінця республіки. В Україні армійські ієрархічні символи відзначені в період козацтва (булави, перначі та ін. знаки). В Європі наприкінці 19 ст. основним знаком армійської ієрархії стали погони. В сучасній українській армії вживається, з невеликими змінами, символіка погонів, подібна до прийнятої в армії СРСР. Наприкінці липня 2015 року Президент Порошенко Петро Олексійович заявив, що Україні необхідно ввести нову систему військових рангів, яка спирається на українські військові традиції «та відповідає структурі військових звань країн НАТО».;

- візуальна відзнака бойових заслуг. Розрізняють індивідуальні та колективні бойові в.в. До індивідуальних належать ордени, медалі, почесна зброя, нашивки. Медалі беруть свій початок від срібних медальйонів імператорської армії Стародавнього Риму, набули значного поширення (у вигляді нагородних рублів) у російській армії 17–18 ст. Ордени (як лицарські бойові братства) з'явилися в Європі у 12 ст., в епоху хрестових походів. Згодом знаки орденів трансформувалися у відзнаки (нагороди). У багатьох державах індивідуальні бойові відзнаки є символами матеріальних пільг і морального заохочення. Система індивідуальних бойових відзнак сучасної укр. армії перебуває в процесі становлення, її розробляє Комісія з нагород при ВР України. Знаки колективної бойової відзнаки: почесні найменування, ордени на прапорах, почесні атрибути (сурми, литаври, елементи уніформи) одержали широке поширення в арміях Російської імперії та СРСР. Система знаків колективних бойових відзнак ЗС України ще й досі не розроблена остаточно.

## У арміях світу
У більшості армій світу основними знаками розрізнення військовослужбовців є погони або нарукавні нашивки з відповідними знаками. В арміях ряду країн офіцери носять аксельбанти. В Збройних Силах України — аксельбанти — приналежність форми одягу особового складу почесних варт і учасників військових парадів.

## Військові відзнаки у збройних формуваннях України
Відзнаки на уніформі військовослужбовців у вигляді погонів, петлиць, еполетів, нарукавних нашивок, які визначають їх персональні військові звання (див. Військові звання України).
Перші з відомих документів, у яких згадано про рангові відзнаки українського війська, датуються 1581. Відзнаками служили козацькі клейноди: булава — для гетьмана, булава (згодом — пернач) — для полковника козацького. У російських регулярних військах (у них після втрати Україною власної державності служили українські вояки) 1801 було запроваджено погони, 1807 для офіцерів і генералів — еполети (від 1854 залишилися тільки на парадній уніформі).
Українські військові відзнаки у 20 ст. започатковано в Легіоні Українських січових стрільців, утвореному в серпні 1914 у складі австро-угорської армії для участі у Першій світовій війні. Остаточно військові рангові відзнаки — сині накомірні вишивки-вилоги із шестикутними зірками ( — стверджені наказом Легіону УСС 27 грудня 1916. Після скасування Українською Центральною Радою персональних військових звань у ході військового будівництва 1917–18 військові відзнаки визначали службову посаду. У зв'язку з відсутністю в Україні на той час єдиної системи військових відзнак окремі частини впроваджували власні рангові військові відзнаки. Після відновлення гетьманом Павлом Скоропадським персональних військових звань 16 червня 1918 в армії Української Держави запроваджено погони — польові (захисного кольору) і парадні (кольору роду війська) та для офіцерів і генералів із золотого або срібного галуна. Водночас затверджено військові рангові відзнаки в Українському ВМФ.
За Директорії УНР військові звання і рангові відзнаки, встановлені Скоропадським, були скасовані. Наказом військового міністерства від 8 січня 1919 встановлені ранги відповідно до посад і відзнаки на петлицях. Цей наказ, однак, як і наступні від 24 квітня та 30 червня 1919 щодо впровадження військових рангових відзнак, не було здійснено. 12 березня 1920 в Армії Української Народної Республіки утворено нову систему персональних військових звань і відповідних відзнак. Порівняно із проектом 1919 внесено зміни: замість «крапок» взято зірки, до генеральських петлиць внесено: генерал-хорунжого — одну, генерал-поручника — дві, генерал-полковника — три зірочки.
В Українській Галицькій армії 1918–20 військовими ранговими відзнаками були нарукавні нашивки із срібного галуна. Крім того, категорії військовиків позначалися петлицями — «зубчатками».
Нарукавні військові рангові відзнаки вживалися також в Українській Червоній армії, що існувала в УСРР 1919–22. Вони були запроваджені 16 січня 1919 у Червоній армії РСФРР (див. Радянська армія) і поширені на українські військові частини від часу їх формування на російській території. В їх основу покладено посадовий стан військовиків. Вони розміщувалися на лівому рукаві гімнастерки і шинелі. Від грудня 1935 в Червоній армії впроваджено персональні військові звання й відповідні відзнаки на петлицях (існували до введення погонів 6 січня 1943).
У роки Другої світової війни українські збройні формування репрезентувала також Українська повстанська армія. Наказом її першого командира Д. Клячківського від 27 серпня 1943 встановлено військові звання без визначення відповідних відзнак. 27 січня 1944 новий головнокомандувач УПА Р. Шухевич видав наказ про функційні відзнаки — нарукавні нашивки. Того ж року розроблено проект військових рангових відзнак, що відображали персональні військові звання особового складу УПА, який, однак, не був реалізований на практиці.
Військові рангові відзнаки сучасних Збройних Сил України встановлено Законом України від 25 березня 1992.

## У Радянській армії
У Радянській армії перші знаки розрізнення військовослужбовців було запроваджено 1918. На початку 1943 для особового складу армії і флоту було введено погони, які стали основними знаками розрізнення військовослужбовців.
На погонах відповідно до військового звання розміщуються знаки розрізнення у вигляді просвітів, зірочок, нашивок, а також емблеми або літери, що вказували про належність до того чи іншого виду Збройних Сил або роду військ (служби). Нарукавні знаки за родами військ (служб) сержантів і солдатів строкової служби, курсантів нашивають на лівий рукав шинелі й парадно-вихідного мундира. У ВМФ (крім авіації) існують нарукавні знаки розрізнення за спеціальностями, які носять мічмани, прапорщики, старшини, сержанти і матроси. В армії і на флоті, крім того, існують нарукавні нашивки за роками служби.